# Municipio de Waterford (Nueva Jersey)
El municipio de Waterford (en inglés: Waterford Township) es un municipio ubicado en el condado de Camden en el estado estadounidense de Nueva Jersey. En el año 2010 tenía una población de 10.649 habitantes y una densidad poblacional de 113,41 personas por km².

## Geografía
El municipio de Waterford se encuentra ubicado en las coordenadas 39°45′6″N 74°50′57″O / 39.75167, -74.84917.

## Demografía
Según la Oficina del Censo en 2000 los ingresos medios por hogar en el municipio eran de $59,075 y los ingresos medios por familia eran $63,693. Los hombres tenían unos ingresos medios de $41,561 frente a los $28,763 para las mujeres. La renta per cápita para la localidad era de $21,676. Alrededor del 5.6% de la población estaba por debajo del umbral de pobreza.